# 미니스테리알레
미니스테리알렌(독일어: Ministerialen)는 가인(家人) 등으로 번역된다. 원래는 부자유인(不自由人). 중세 독일에서 성속(聖俗)의 유력자가 그들을 각종 가직이나 병역 근무에 이용하고 있었다. 콘라트 2세 이래 황제는 미니스테리알렌을 가산제적(家産制的) 관료로서 조직적으로 이용, 제국의 직할 행정 지역 확대를 도모했다. 그들의 지위 향상에 따라 부자유성을 탈피하여 13세기에는 기사(騎士) 신분의 근간이 되기에 이르렀다.

## 같이 보기
- 젠트리
- 맘루크
- 한스 델브뤼크

## 참고 자료
- 이 문서에는 다음커뮤니케이션(현 카카오)에서 GFDL 또는 CC-SA 라이선스로 배포한 글로벌 세계대백과사전의 내용을 기초로 작성된 글이 포함되어 있습니다.